# Municipio de Millboro
El municipio de Millboro (en inglés: Millboro Township) es un municipio ubicado en el condado de Tripp en el estado estadounidense de Dakota del Sur. En el año 2010 tenía una población de 35 habitantes y una densidad poblacional de 0,39 personas por km².

## Geografía
El municipio de Millboro se encuentra ubicado en las coordenadas 43°2′41″N 99°57′21″O / 43.04472, -99.95583. Según la Oficina del Censo de los Estados Unidos, el municipio tiene una superficie total de 90.44 km², de la cual 90,32 km² corresponden a tierra firme y (0,13 %) 0,12 km² es agua.

## Demografía
Según el censo de 2010, había 35 personas residiendo en el municipio de Millboro. La densidad de población era de 0,39 hab./km². De los 35 habitantes, el municipio de Millboro estaba compuesto por el 100 % blancos. Del total de la población el 0 % eran hispanos o latinos de cualquier raza.